# Nicholas Ray
Nicholas Ray, ursprungligen Raymond Nicholas Kienzle, Jr., född 7 augusti 1911 i Galesville i Trempealeau County i Wisconsin, död 16 juni 1979 i New York i delstaten New York, var en amerikansk filmregissör, manusförfattare och skådespelare. I flera filmer intresserade han sig för outsiders och missanpassade. Hans mest kända film är Ung rebell (Rebel Without a Cause) från 1955 med James Dean i huvudrollen.

## Biografi
Nicholas Ray föddes i Galesville i Trempealeau County, Wisconsin, men växte upp i La Crosse, La Crosse County, i samma delstat.
Han var gift med bland andra skådespelaren Gloria Grahame 1948–1952. Äktenskapet tog slut efter att Grahame hade inlett ett förhållande med Rays 13-årige son Tony.
Hans sista film blev Nick's film (1980, Lightning Over Water) som han gjorde tillsammans med Wim Wenders, där han skildrar sitt eget döende i cancer.

## Filmografi i urval
- 1948 – Kärlek till döds (They Live by Night, även manus)
- 1949 – Lev farligt och dö ung (Knock on Any Door)
- 1949 – Inteckning i livet (A Woman's Secret)
- 1950 – Nakna nerver (In a Lonely Place)
- 1950 – Dålig flicka (Born to Be Bad)
- 1951 – Farlig mark (On Dangerous Ground, även manus)
- 1951 – Attack i luften (Flying Leathernecks)
- 1952 – Den laglösa ön (Macao, ej krediterad)
- 1952 – Rodeo (The Lusty Men)
- 1954 – Johnny Gitarr (Johnny Guitar, även manus (ej krediterad))
- 1954 – High Green Wall
- 1955 – Ung rebell (Rebel Without a Cause, även synopsis)
- 1955 – Rid för livet (Run for Cover)
- 1956 – Bakom spegeln (Bigger Than Life, även manus (ej krediterad))
- 1956 – Hett blod (Hot Blood)
- 1957 – Bitter seger (Amère victoire, även manus)
- 1957 – Sanningen om Jesse James (The True Story of Jesse James)
- 1958 – Natt i Chicago (Party Girl)
- 1958 – Wind Across the Everglades
- 1960 – Igloos i natten (The Savage Innocents, även manus)
- 1961 – Konungarnas konung (King of Kings)
- 1963 – 55 dagar i Peking (55 Days at Peking)
- 1977 – Den amerikanske vännen (Der amerikanische Freund, skådespelare)
- 1980 – Nick's film (Lightning Over Water, med Wim Wenders, manus och regi)